# Пелэм-Клинтон, Генри, 7-й герцог Ньюкасл-андер-Лайн
Генри Пелэм-Клинтон (англ. Henry Pelham Archibald Douglas Pelham-Clinton, 7th Duke of Newcastle-under-Lyne; 28 сентября 1864 — 30 мая 1928) — 7-й герцог Ньюкасл-андер-Лайн.
До 1879 года был известен как граф Линкольн. Учился в Итоне и Оксфорде. Имел слабое здоровье и не играл большой роли в политике. Как твёрдый католик, он выступал в Палате Лордов по церковным вопросам.
Одним из его важнейших достижений было восстановление фамильного благосостояния.